# RPG-40
RPG-40 a fost o grenadă de mână antitanc proiectată de Uniunea Sovietică în anul 1940. Suflul exploziei putea perfora un blindaj cu o grosime de 20 mm, iar în interiorul cutiei blindate se formau schije. Grenada RPG-40 era eficientă împotriva tancurilor germane ușoare, dar nu avea efect asupra tancurilor medii precum Panzer IV sau Panther. Ca armă antitanc a fost înlocuită de modelul RPG-43 din anul 1943, însă s-a dovedit a fi eficientă ca grenadă ofensivă. RPG-40 a fost fabricată și în România după război, începând cu anii 1950.